# Fuissé
Fuissé település Franciaországban, Saône-et-Loire megyében. Lakosainak száma 354 fő (2022. január 1.). Fuissé Solutré-Pouilly, Chaintré, Charnay-lès-Mâcon, Chasselas, Leynes, Mâcon és Vinzelles községekkel határos.

## Népesség
A település népességének változása:
| Lakosok száma | 387  | 381  | 401  | 381  | 377  | 373  | 370  | 361  | 354  |
|               | 2013 | 2015 | 2016 | 2017 | 2018 | 2019 | 2020 | 2021 | 2022 |